# Leștak, Smolean
Leștak (în bulgară Лещак) este un sat în comuna Madan, regiunea Smolean,  Bulgaria. 

## Demografie
Componența etnică a satului Leștak
     Bulgari (61,22%)
     Nicio identificare (38,77%)
     Altele (0%)
La recensământul din 2011, populația satului Leștak era de 294 locuitori. Din punct de vedere etnic, majoritatea locuitorilor (61,22%) erau bulgari. Pentru 38,77% din locuitori nu este cunoscută apartenența etnică.